# Diogmites goniostigma
Diogmites goniostigma är en tvåvingeart som beskrevs av Luigi Bellardi 1861. Diogmites goniostigma ingår i släktet Diogmites och familjen rovflugor. Inga underarter finns listade i Catalogue of Life.